# Mała Cima
Mała Cima – skała w miejscowości Podzamcze w województwie śląskim, w powiecie zawierciańskim, w gminie Ogrodzieniec. Znajduje się powyżej Zamku Ogrodzieniec, w murze skalnym po wschodniej stronie hotelu na Górze Janowskiego. Są to tereny Wyżyny Częstochowskiej wchodzącej w skład Wyżyny Krakowsko-Częstochowskiej, a Góra Janowskiego jest najwyższym wzniesieniem Wyżyny Krakowsko-Częstochowskiej.

## Drogi wspinaczkowe
Mała Cima znajduje się w lesie między skałami Bigos i Wrota oraz Wielka Cima. Zbudowana jest z twardych wapieni skalistych, ma ściany połogie lub pionowe i wysokość 20 m. Uprawiana jest na niej wspinaczka skalna. Jest na niej 14 dróg wspinaczkowych o trudności od VI.1+ do VI.6 w skali Kurtyki. Wszystkie mają zamontowane stałe punkty asekuracyjne: ringi (r) i stanowisko zjazdowe (st).

1. Tańcz głupia tańcz; 8r + st, VI.2+, 20 m
2. Krakowskie derby; 8r + st, VI.3+, 24 m
3. Jądra ciemności; 10r + st, VI.5, 20 m
4. Wódko pozwól żyć; 8r + st, VI.4+, 20 m
5. Maraton filmowy; 8r + st, VI.5, 20 m
6. Krakowski spleen; 8r + st, VI.4, 20 m
7. Sny o potędze; 10r + st, VI.4/4+, 20 m
8. Pieśń niepokorna; 9r + st, VI.4/4+, 20 m
9. Kochanek z Czeremchowej; 8r + st, VI.4+/5, 21 m
10. Kochanek z Oporowskiej; 9r + st, VI.5+, 20 m
11. Prostowanie Kochanka; 10r + st, VI.5, 20 m
12. Archaiczne techniki ekstazy; 8r + st, VI.5+/6, 19 m
13. Teksańska masakra piłą mechaniczną; 7r + st, VI.6+, 18 m
14. Mędrcy podzamczańscy; 6r + st, VI.1+, 18 m[3].

Mała Cima cieszy się dużą popularnością wśród wspinaczy skalnych. Zaliczana jest przez nich do grupy Cim w rejonie skał Podzamcza.
Obok Małej Cimy biegnie Szlak Orlich Gniazd – jeden z głównych szlaków turystycznych Wyżyny Krakowsko-Częstochowskiej.

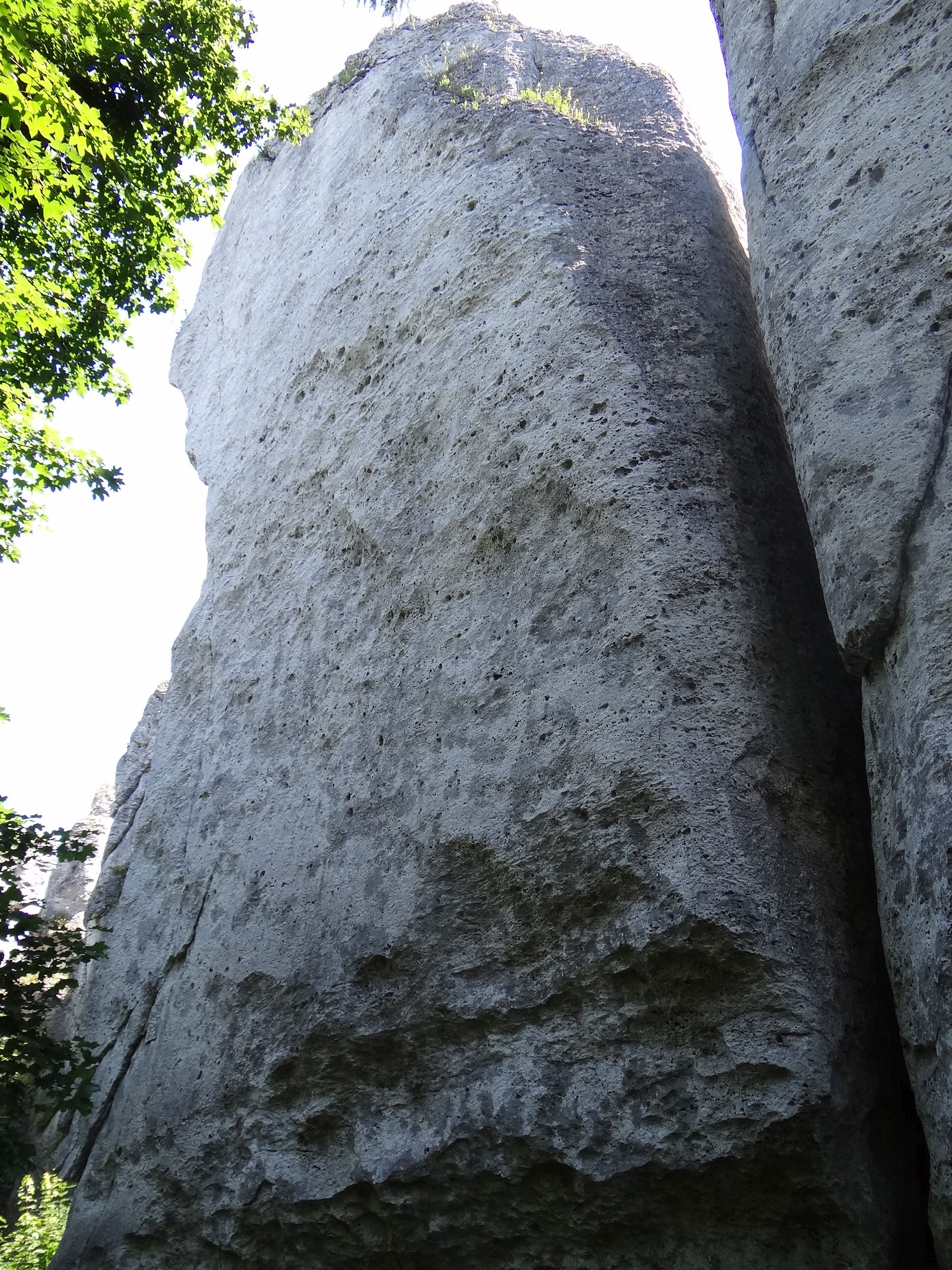
Ściana północna
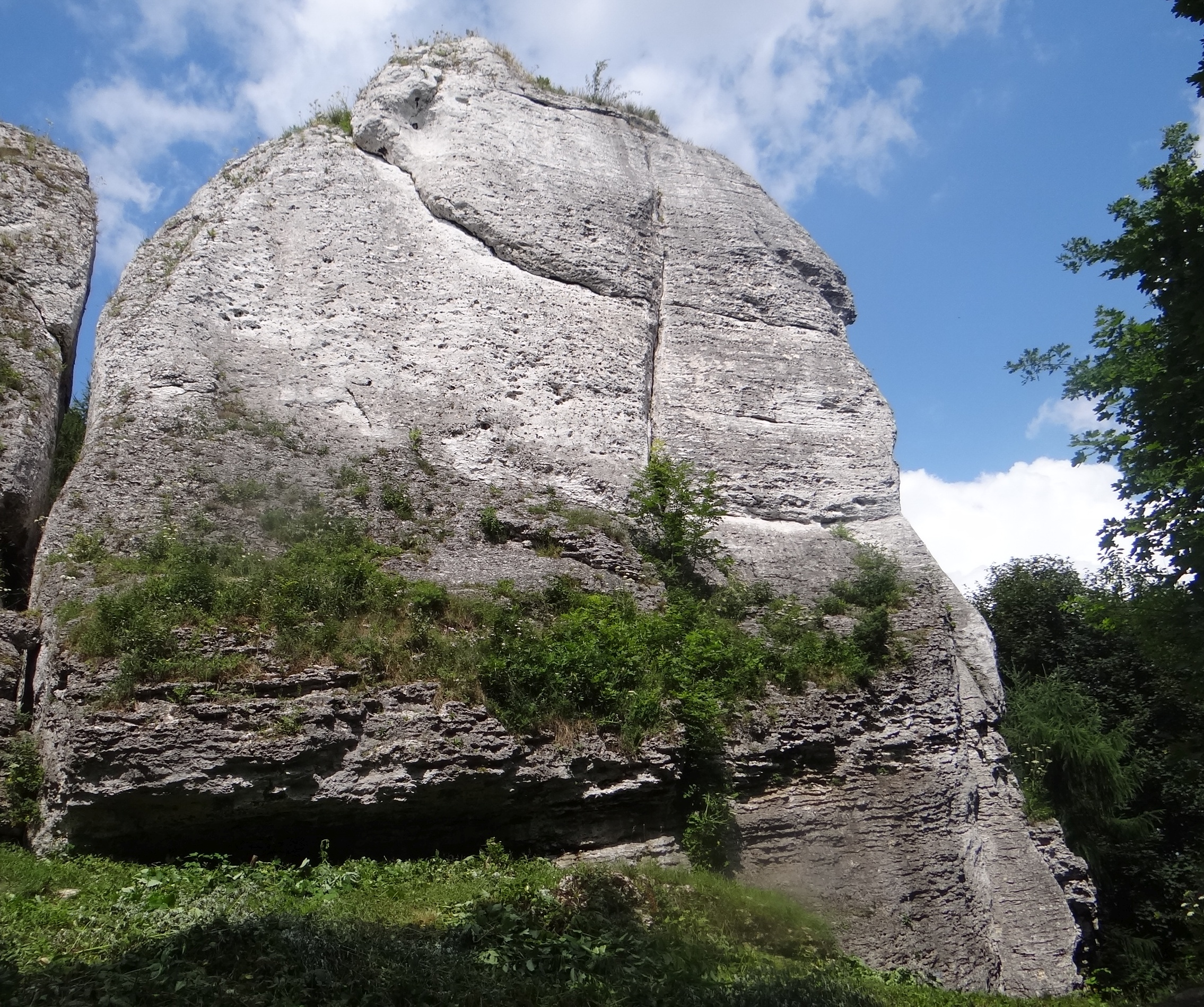
Ściana wschodnia
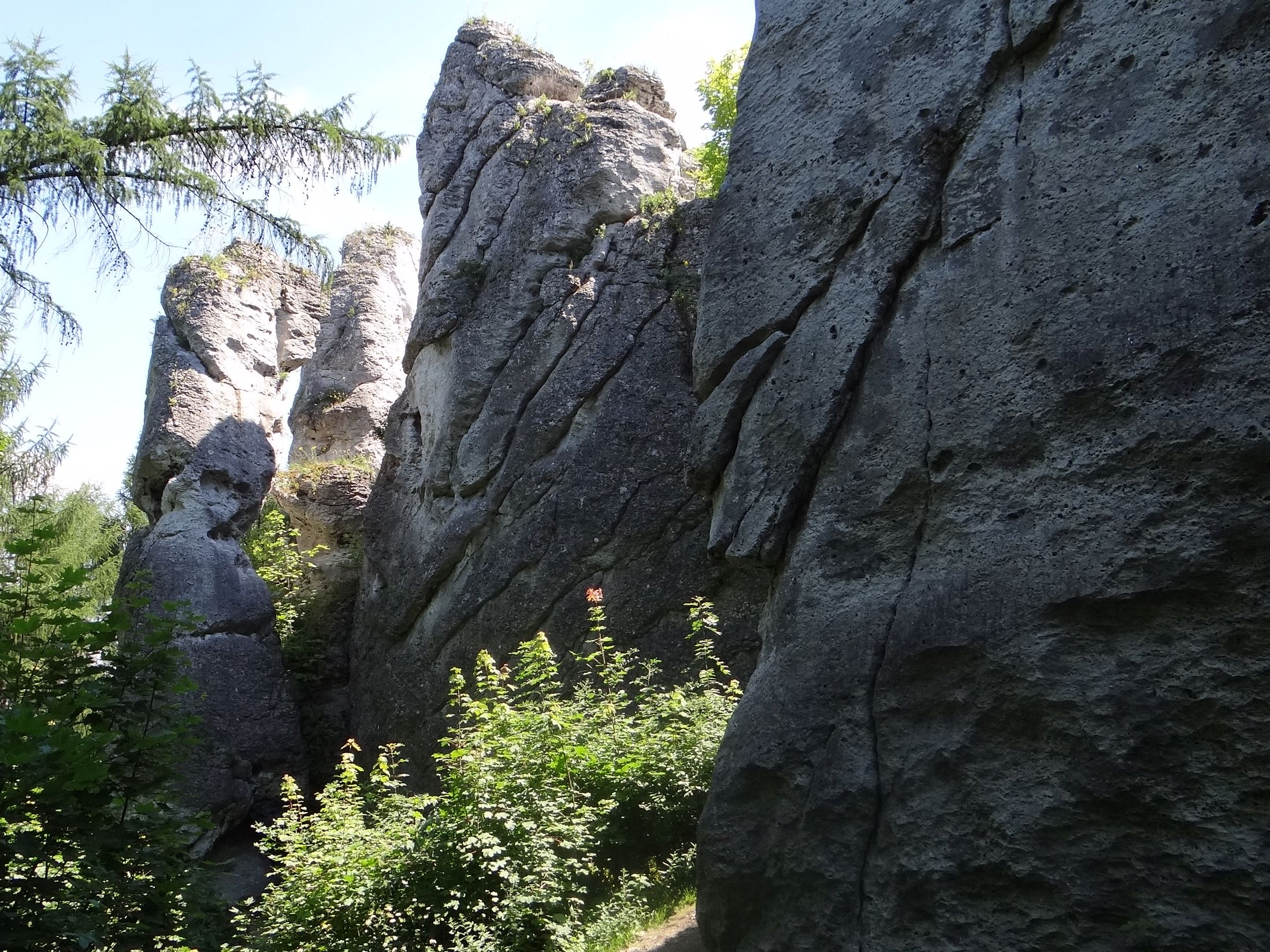
Demon, Wielbłąd i Mała Cima